# El Goigs (la Vall d'en Bas)
El Goigs és una obra de la Vall d'en Bas (Garrotxa) inclosa a l'Inventari del Patrimoni Arquitectònic de Catalunya.

## Descripció
És un edifici civil, una casa de petites dimensions, d'una sola planta. Està cobert a dues vessants. S'accedeix a la casa per una escala de pedra. Es noten les diferents ampliacions que ha sofert per la diferència de material constructiu. Adossats a la façana dreta hi ha uns corrals i a l'esquerra unes instal·lacions amb funció de quadres, realitzades amb material recent. Davant hi ha una cabana de grans dimensions, comparada amb la casa.

## Història
Documentat a principis del segle xiv, l'any 1312. L'evolució del mas no experimentà la puixança d'altres masies de la zona, com La Famada.